# Rova di Antananarivo
Il palazzo della regina (in malgascio Rovan'i Manjakamiadana, IPA: [ˈruvən manˌdzakəmiˈadə̥nə]), o Rova di Antananarivo (IPA: /ˈruːvə/), è il complesso di edifici reali che fungevano da residenza ufficiale dei sovrani del regno Merina dal XVII al XVIII secolo e dei monarchi del Madagascar nel XIX secolo.

## Storia e descrizione

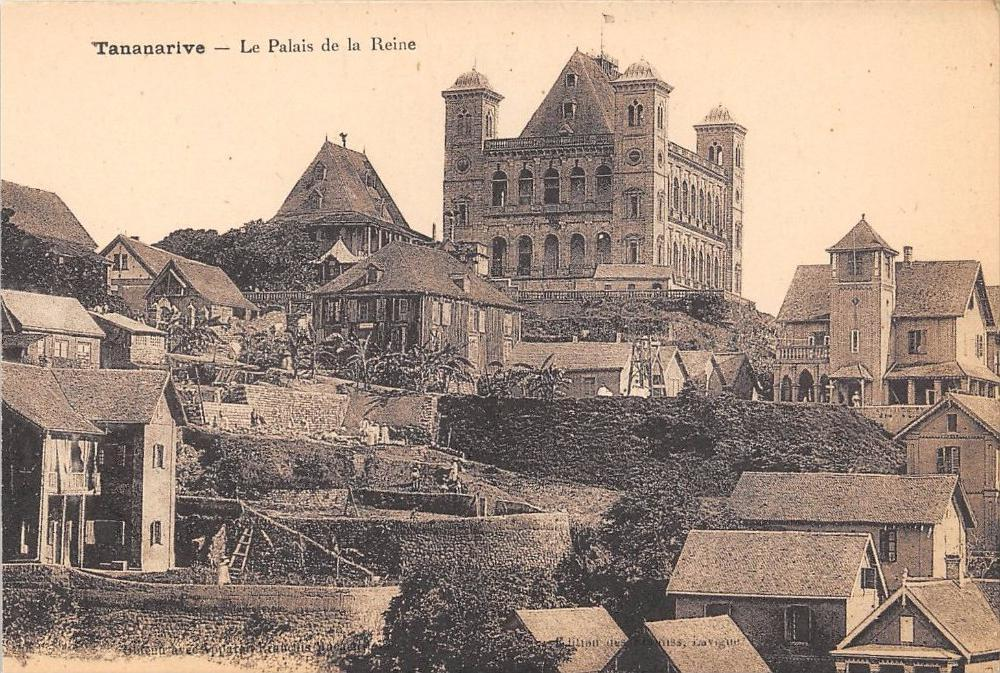
Il palazzo della regina e le tombe reali come apparivano nel 1895

La costruzione del Rova iniziò nel 1610 quando il re Andrianjaka, scelta una collina che sovrastava l'ampia valle, consolidò un'area con una semplice palizzata. La zona delimitata era circa la metà dell'attuale.
Il palazzo di Manjakamiadana fu eretto in legno nel 1839 dall'ingegnere francese Jean Laborde per volere della regina Ranavalona I, mentre l'attuale struttura in pietra fu realizzata su progetto dell'architetto James Cameron dietro richiesta di Rasoherina.
Il nome si riferisce al fatto che, ad eccezione di Radama I e del breve regno di Radama II (1861-1863), il potere in Madagascar fu detenuto da quattro regine: Ranavalona I, Rasoherina, Ranavalona II e Ranavalona III.
Il monumentale palazzo è caratterizzato da una prominente copertura triangolare e da quattro torri alte quaranta metri, visibili da tutti i punti della città sottostante. Lo precede la porta di ingresso settentrionale, sormontata da un falco simbolo della regalità Merina, dove stazionavano le guardie regie. A destra si eleva la cappella privata della regina Ranavalona III, a sinistra sono allineate le tombe degli ultimi quattro sovrani malgasci.
Nell'interno si distinguevano con l'originale arredamento, prima dell'incendio, la camera da letto dell'ultima regnante e la sala del trono con il seggio dorato, scampato all'incidente, che appare in alcune fotografie di Ranavalona III. L'architettura dell'edificio è assai particolare e difficilmente classificabile anche se i critici hanno notato una moderata ispirazione a modelli italiani. Dopo l'annessione dell'isola alla Francia e la caduta della monarchia il complesso perse la funzione politica, ma il governatore Joseph Simon Gallieni decise di adibirlo a museo dei ricordi del regno Merina.

### L'incendio del Rova
Il 6 novembre 1995 il palazzo della regina fu incendiato e moltissimi oggetti che vi erano contenuti andarono persi. Ciò che si salvò, come il trono e la corona (più tardi rubata e sostituita da una copia), fu trasferito nel vicino palazzo di Andafiavaratra, già sede del primo ministro Rainilaiarivony. I mausolei reali e la chiesa sono stati restaurati dopo circa due anni. Dal 2006 al 2009 sono terminati i lavori di rifacimento delle parti esterne danneggiate secondo i progetti originali.

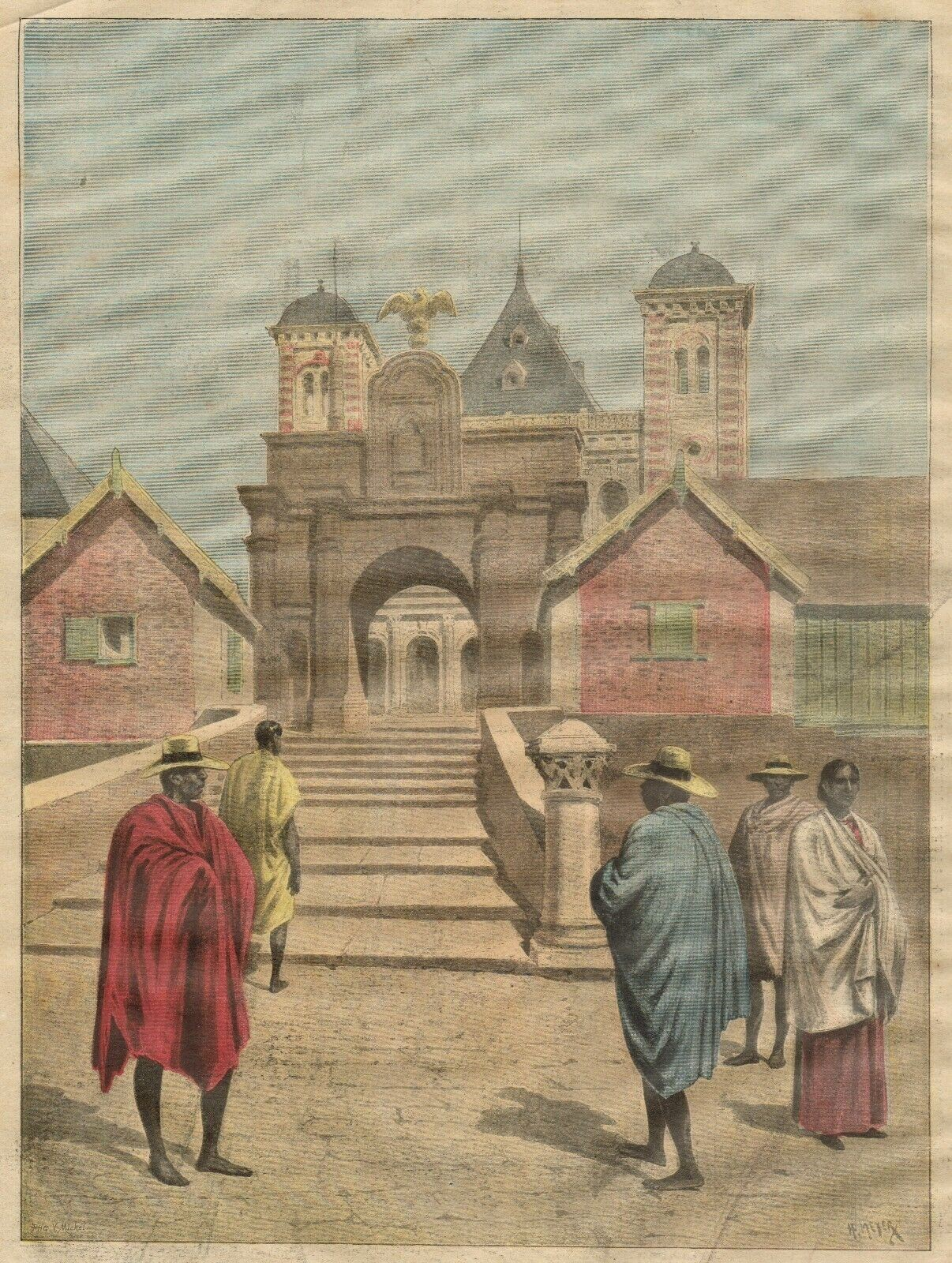
Il palazzo della regina nel 1888
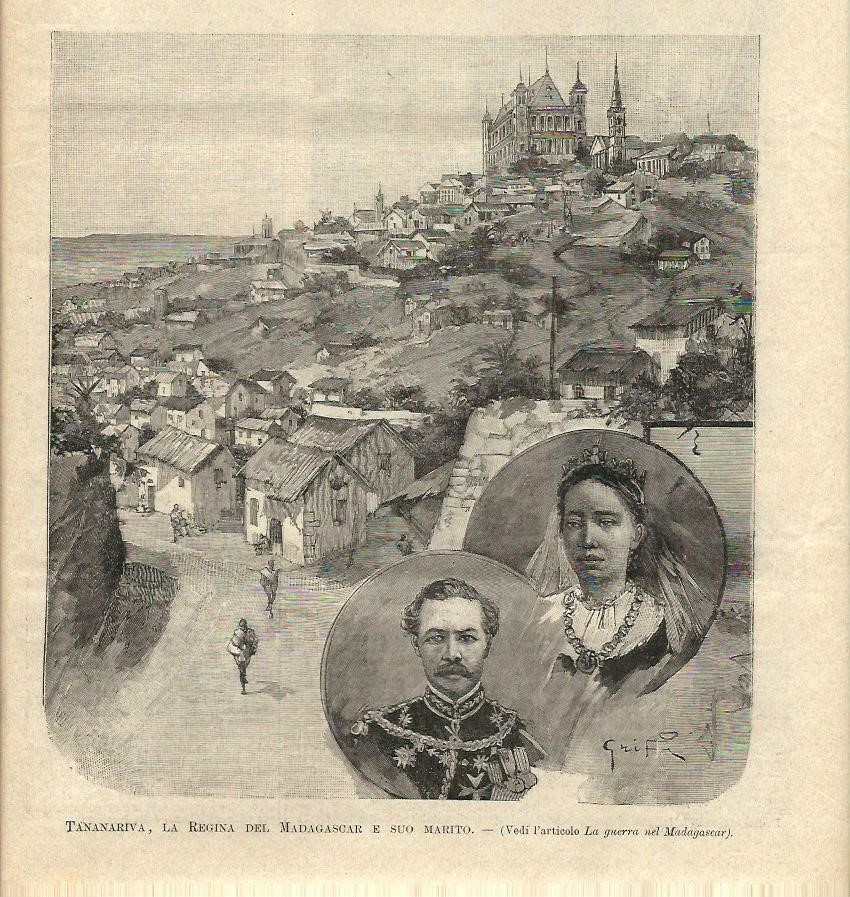
Ranavalona III (1895), Rainilaiarivony e il Rova
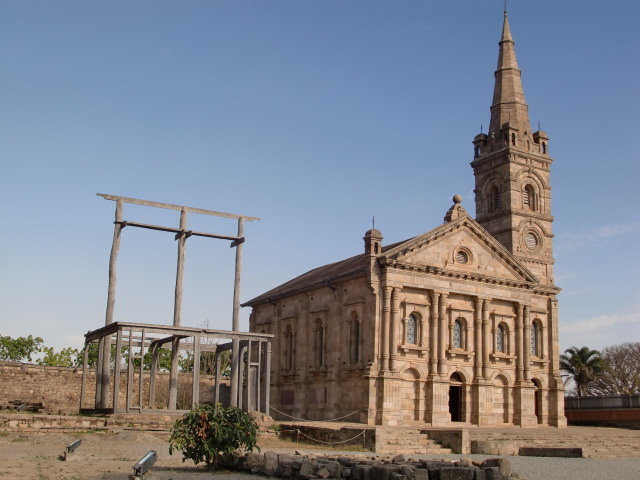
La cappella della regina
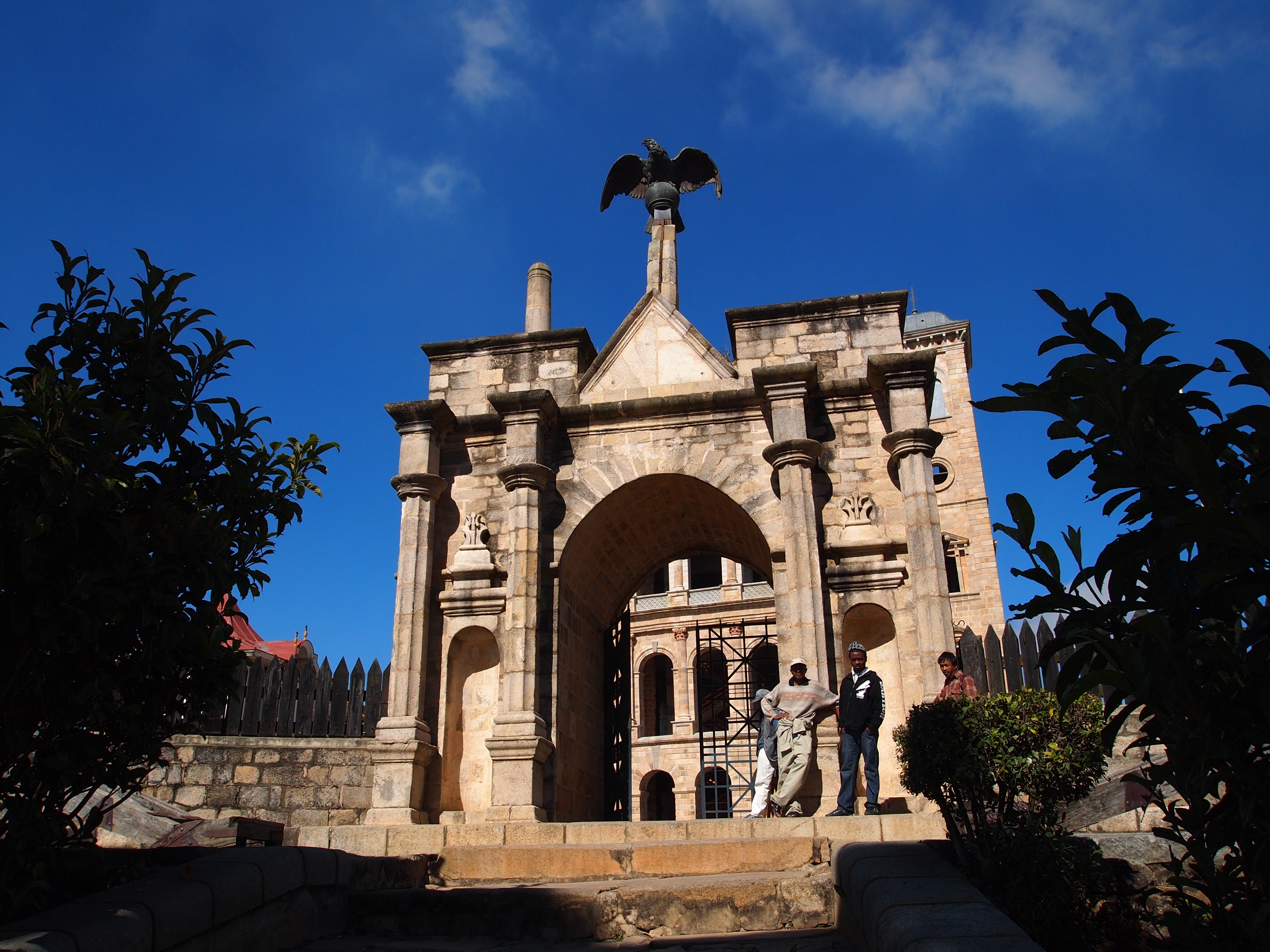
Porta di ingresso al Rova
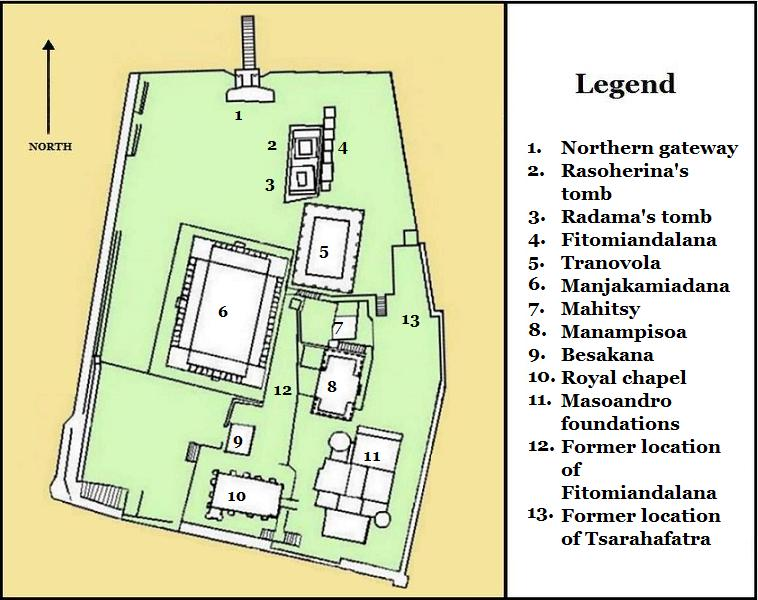
Mappa del Rova
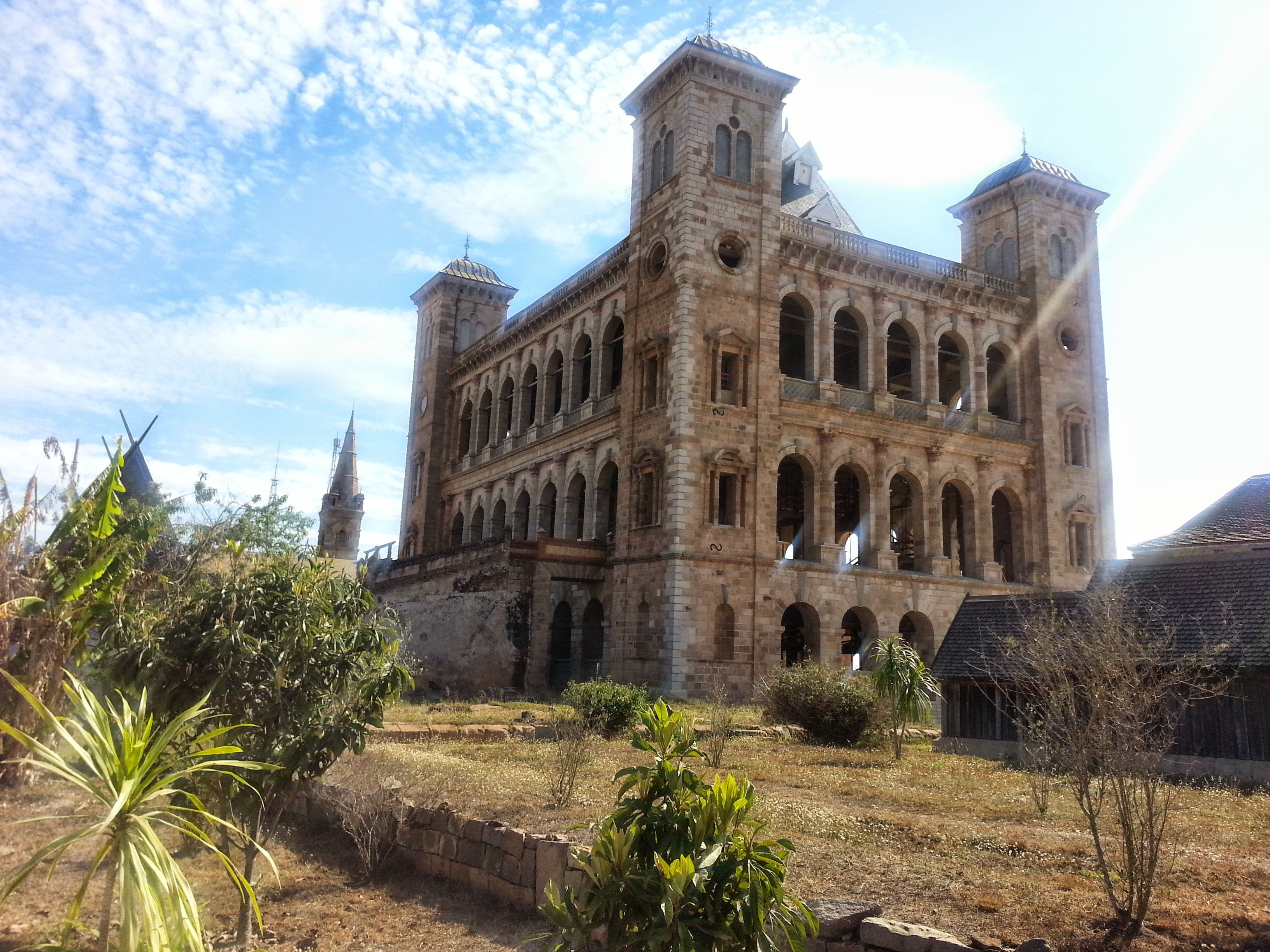
Il palazzo nel 2014
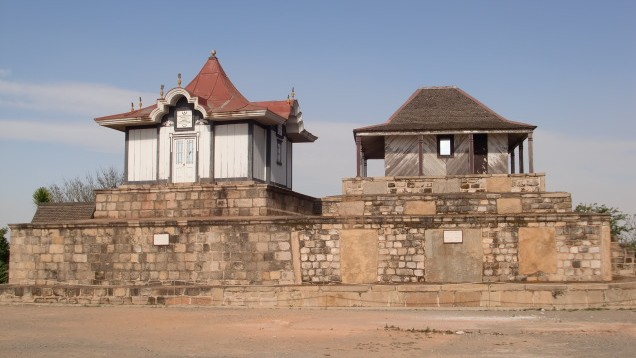
Le tombe dei sovrani